# Rami
Rami ist ein männlicher Vorname und ein Familienname.

## Herkunft und Bedeutung
Rami ist semitischen Ursprungs und ist eine Abwandlung von Ram, was sinngemäß hoch, erhaben oder mächtig bedeutet. So findet man z. B. viele Städte, in deren Namen „Ram“ auftaucht (z. B. Ramallah in Westjordanland). Solche Städte sind meistens auf einem Berg gebaut.
Im Arabischen findet Rami ebenfalls häufigen Gebrauch als männlicher Vorname und bedeutet auch „Schütze“.
Rami stellt auch häufig die Abkürzung für einige Vornamen dar: So wird der weibliche Vorname Ramona oder der türkische Vorname Ramazan auch oft mit Rami abgekürzt.

## Varianten
Die weibliche Form ist Rama, Ramye, Rima oder Ramia.

## Namensträger

### Vorname
- Rami Alanko (* 1975), ehemaliger finnischer Eishockeyspieler
- Rami Anis (* 1991), syrischer Schwimmsportler
- Rami Gershon (* 1988), israelischer Fußballspieler
- Rami Hamdallah (* 1958), palästinensischer Linguist und Politiker, Ministerpräsident der Palästinensischen Autonomiegebiete
- Rami Hietaniemi (* 1982), finnischer Ringer
- Rami Machluf (* 1969), syrischer Geschäftsmann
- Rami Malek (* 1981), US-amerikanischer Schauspieler
- Rami Ollaik (* 1972), libanesischer Schriftsteller, Anwalt und Dozent
- Rami Saari (* 1963), israelischer Dichter
- Rami Shaaban (* 1975), schwedischer Fußballtorwart
- Rami Suliman (* 1956), deutscher Unternehmer und Richter am Verfassungsgerichtshof für das Land Baden-Württemberg
- Rami Tekir (* 1997), österreichischer Fußballspieler
- Rami Zur (* 1977), US-amerikanischer Kanu-Sprinter

### Familienname
- Adil Rami (* 1985), französischer Fußballspieler
- Ahmed Rami (* 1946), schwedischer rechtsextremer/islamistischer Publizist
- Dolf Rami (* 1977), österreichischer Philosoph
- Hasan Rami Pascha (1842–1923), osmanischer Militär und Kaptan-ı Deryâ
- Michael Rami (* 1968), österreichischer Jurist und Verfassungsrichter

## Belege
1. ↑  Rami auf vornamen-weltweit.de